# Dom kahalny w Zamościu

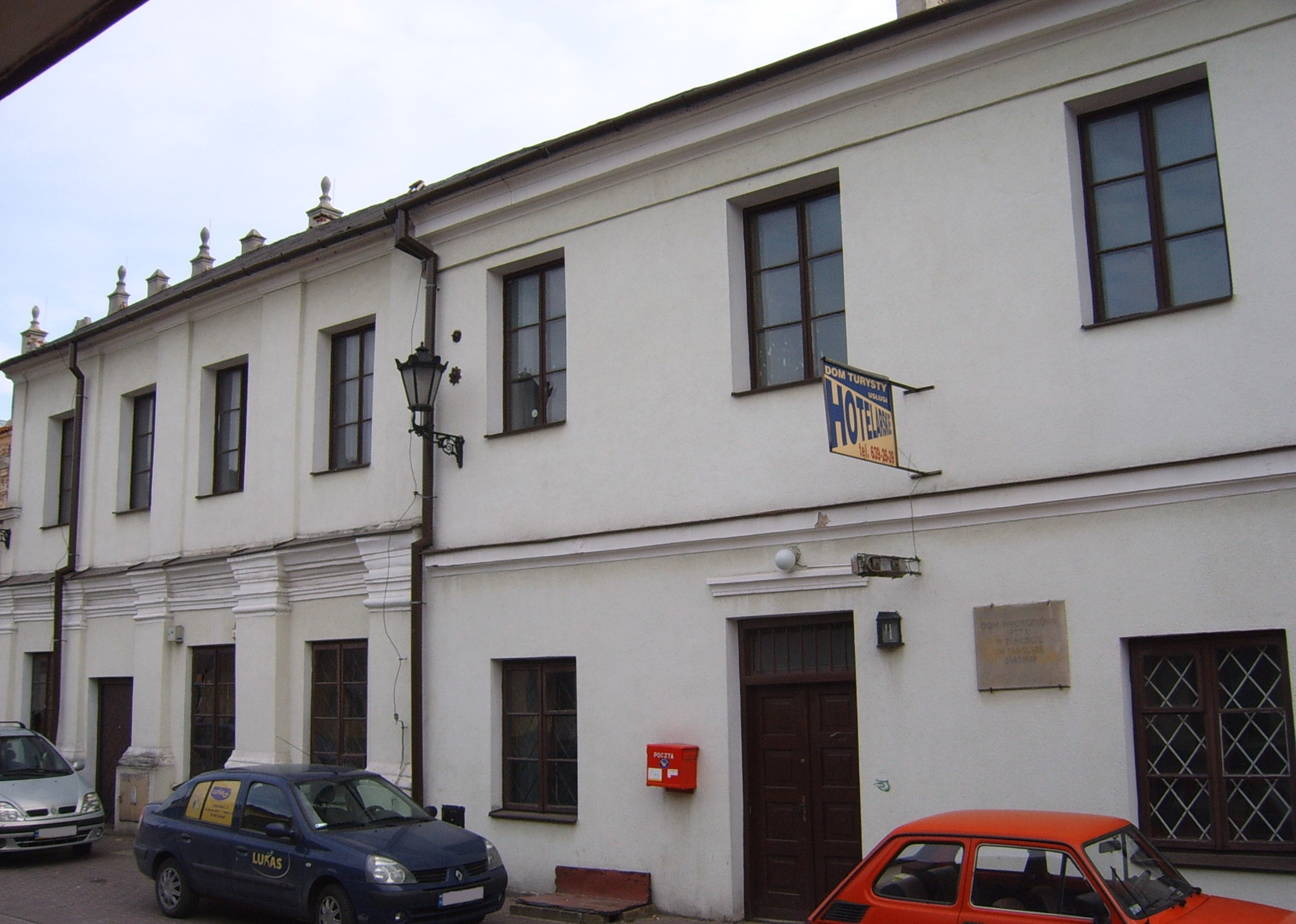
Dawny dom kahalny

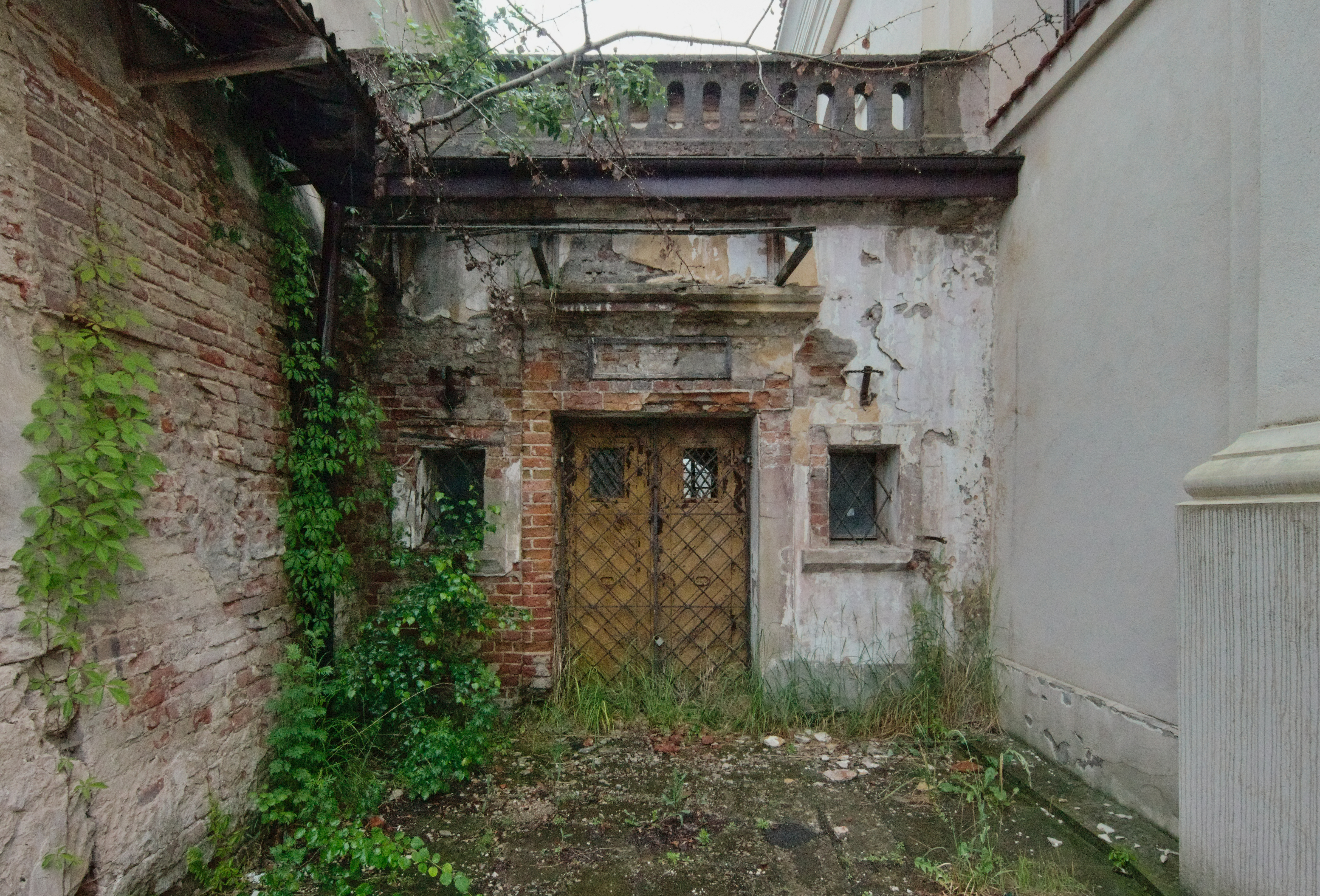
Łącznik pomiędzy domem kahalnym a synagogą (2023)

Dom kahalny w Zamościu – znajduje się w Zamościu przy ulicy Zamenhofa 11, zaraz obok głównej synagogi. Posiada 4-osiową fasadę, bogato rozczłonkowaną gzymsami i pilastrami, w przedsionku renesansowy portal.
Dom kahalny został zbudowany w 1 p. XVII wieku, początkowo jako budynek parterowy. W 1 p. XVIII w. mieścił heder – szkołę żydowską. Przed 1765 przeszedł na własność kahału – nadal mieścił heder; został nadbudowany i połączony z synagogą, z małym wspólnym przedsionkiem z główną synagogą (od strony ul. Pereca). W budynku znajdowały się dawniej biura zarządu gminą żydowską, biura rabina, szkoła żydowska oraz inne instytucje. 
Od zachodu z domem kahalnym sąsiaduje XIX-wieczny, również kahalny budynek, który 4 III 1952 przekazano PTTK i przez blisko pół wieku mieścił się w nim Dom Wycieczkowy – po 2000 r. został opuszczony.